# Bravo-Jahrescharts 1984
Die Jugendzeitschrift Bravo erscheint seit 1956 und enthält in jeder Wochenausgabe eine Hitliste, die von den Lesern gewählt wurde. Zum Jahresende wird eine Jahreshitliste erstellt, die Bravo-Jahrescharts. Seit 1960 wählen die Bravo-Leser zudem ihre beliebtesten Gesangsstars und dekorieren sie mit dem Bravo Otto.

## Bravo-Jahrescharts 1984
1. ? (Fragezeichen) – Nena – 307 Punkte
2. Rette mich – Nena – 301 Punkte
3. The NeverEnding Story – Limahl – 286 Punkte
4. Jenseits von Eden – Nino de Angelo – 283 Punkte
5. Wake Me Up Before You Go-Go – Wham! – Punkte
6. The Reflex – Duran Duran – 254 Punkte
7. Self Control – Laura Branigan – 242 Punkte
8. Relax – Frankie Goes to Hollywood – 229 Punkte
9. Big in Japan – Alphaville – 227 Punkte
10. Irgendwie, irgendwo, irgendwann – Nena – 224 Punkte
11. Self Control – Raf – 224 Punkte

## Bravo-Otto-Wahl 1984

### Pop-Gruppe
1. Goldener Otto: Nena
2. Silberner Otto: Duran Duran
3. Bronzener Otto: Wham!

### Sänger
1. Goldener Otto: Limahl
2. Silberner Otto: George Michael
3. Bronzener Otto: Shakin’ Stevens

### Sängerinnen
1. Goldener Otto: Kim Wilde
2. Silberner Otto: Cyndi Lauper
3. Bronzener Otto: Tina Turner